# Aralia subcordata
Aralia subcordata là một loài thực vật có hoa trong Họ Cuồng. Loài này được (Wall. ex G.Don) J.Wen mô tả khoa học đầu tiên năm 1993.